# Famille Fráter
Fráter de Ipp, Erkeserű et Bélmeze (en hongrois : ippi, érkeserűi és bélmezei Fráter) est le patronyme d'une ancienne famille de la noblesse hongroise.

## Origines
Cette famille remonte à l'ère des Árpád et est issue du clan Dobra (Fráter de genere Dobra). Elle perd ses domaines au fil du temps et ses membres apparaissent au milieu du XIIIe siècle comme des "servants" ou "sergents du château" (jobbagiones ou servientes castri) de Bacs. Par leurs mérites sous le règne d'Étienne V de Hongrie, Marczel et ses fils Kelemen et Márton sont libérés de leur condition et deviennent en 1265 des "serviteurs royaux". Les deux frères sont cités en 1273 et en 1276 dans des dons royaux. La branche de Kelemen, dite de Nagy-Kezi, s'éteint en 1475.

Balás Fráter de Mátyok-Kezi, ou son fils Miklós, se serait installé en Croatie vers le milieu du XIVe siècle et serait l'ancêtre de la famille Utjesenich (ou Utješinović). Ce nom, qui signifie "consolateur", aurait été donné à l'un des descendants pour la générosité et la philanthropie dont il aurait fait preuve envers le peuple en période de guerre. Le cardinal Giorgio Martinuzzi (1482–1551), né Utješinović, en serait l'un des descendants.

## Membres notables
- István I Fráter, protonotaire (itélőmester) de Transylvanie (1605-1629). Père du suivant.
- Pál II Fráter (hu) (†1658), soldat et poète, on lui doit notamment Régi nyelvemlékek I. Rákóczy György idejéből. Il fut également capitaine des Haïdouks du prince Georges II Rákóczi. Père du suivant.
- István II Fráter (hu) (1675-1703), capitaine du château (várkapitány) de Huszt sous Michel Apafi. Également poète, on lui doit Paraphresis Rithmica (1684), recueil de poèmes qui figurait jusqu'en 1917 dans la collection de manuscrits de l'Académie hongroise des sciences.
- Alajos Fráter (hu) (1809–1859), capitaine lors de la Révolution hongroise de 1848, il devient le garde du corps de Lajos Kossuth qu'il accompagne à Londres ainsi qu'aux États-Unis.
- Erzsébet Fráter (hu) (1827-1875), épouse de l'académicien et homme de lettres Imre Madách. Nièce de Pál Fráter, alispán de Nógrád.
- comte Loránd Fráter (hu) (1872–1930), important propriétaire foncier, capitaine de hussard de la Honvéd, membre du parlement et auteur-compositeur, il est l'est l'un des auteurs les plus en vue de son époque.
- Gedeon Fráter (hu) (1919-1998), chef d'orchestre hongrois réputé, fils du docteur Iván Fráter (1894-1957), avocat et secrétaire du ministère de l'Intérieur.

## Liens, sources
- Iván Nagy: Magyarország családai, Budapest